# Église Saint-Marcel d'Espaly-Saint-Marcel
L'église Saint-Marcel est un édifice situé à Espaly-Saint-Marcel, en France.

## Localisation
L'église est située sur le territoire de la commune de Espaly-Saint-Marcel, dans le département  de la Haute-Loire, en région Auvergne-Rhône-Alpes.

## Description
Saint-Marcel, autrefois centre gallo-romain important, eut dès le début de l'ère chrétienne son église, détruite par les invasions des Vandales du IVe siècle. Divers éléments de ces temples furent utilisés dans la reconstruction de l'église qui, jusqu'à la Révolution, fut paroisse. Les guerres de Religion lui causèrent de grands ravages (clocher détruit en 1589 ; église saccagée en 1591). Dès 1593, reconstruction des voûtes des deux travées. Vendue à la Révolution, l'église sert depuis de ferme. Cet édifice roman, qui comprenait à l'origine une nef terminée par une abside semi-circulaire et deux bas-côtés comportant chacun une absidiole semi-circulaire, a subi des remaniements au XIXe siècle. Les contreforts nord ont été supprimés, les deux bas-côtés et leurs absidioles ont été surélevés jusqu'à la hauteur du prolongement de la toiture couvrant la nef, la porte occidentale a été modifiée.

## Historique
L'église est inscrite au titre des monuments historiques par arrêté du 25 septembre 1962.